# إليانور خواكيم
إليانور خواكيم (بالإنجليزية: Eleanor Joachim)‏ هي مُجلدة كتب ‏ نيوزيلندية، ولدت في 1874، وتوفيت في 1957.